# ヒポテセス・ノン・フィンゴ
ヒポテセス・ノン・フィンゴ（羅:Hypotheses non fingo：私は仮説をつくらない）は、ニュートンの有名な言葉で、1713年の『自然哲学の数学的諸原理』（プリンキピア）の第2版に付け加えられた『一般的注解』 (General Scholium) で述べられた。
プリンキアに対しておこった機械論哲学からの批判に応える目的でつけ加えられたものである。機械論の支持者は、万有引力が離れた天体の間で働くいわゆる「遠隔作用」であることを批判していた。
ニュートンは『一般的注解』でこう説明している。
私は重力の諸性質の原因を、実際の現象からこれまで見つけられていない。しかしながら私は仮説をつくらない。というのは、現象から示されないものは、形而上的なものであれ、形而下的なものであれ、穏在的（オカルト的）なものであれ、力学的なものであれ、仮説と呼ばれなければならず、実験哲学に、その場所をもつことはできない。この哲学では命題が現象からひきだされ、後に帰納によって一般化されるものである。

ここでニュートンが非難している仮説とは、科学における一般的な仮説ではなく、デカルト主義の機械論における大雑把で定性的な説明を指している。ニュートンは1713年にロジャー・コーツに対してこう書き送っている。
ここで私は仮説という言葉を、現象でもなければなんらかの現象から導き出されることもなく、実験的検証を欠いて憶測されたり想像されたりする命題を指すものとして用いています。

ニュートン自身によるプリンキピアの英訳は存在しないが、ニュートンは英語で執筆した著書『光学』において、同様の文脈で「仮説を捏造する（feigning Hypotheses）」という表現を用いている（feignは、話や口実などを「捏造する、でっち上げる」という意味）。